# آدمای عوضی
آدمای عوضی (انگلیسی: The Wrong Guys) فیلمی کمدی آمریکایی محصول سال ۱۹۸۸ به کارگردانی دنی بیلسون است.